# Luis Pérez-Sala
Luis Pérez-Sala Valls-Taberner (* 15. Mai 1959 in Barcelona) ist ein spanischer Automobilrennfahrer, der nach ersten Erfolgen in der Formel 3 und der Formel 3000 für 1988 und 1989 zwei Jahre in der Formel 1 aktiv war.

## Karriere
Ab 1985 startete Pérez-Sala in der italienischen Formel-3-Meisterschaft. Bereits 1986 konnte er in Birmingham und Enna zwei Rennen der internationalen Formel-3000-Meisterschaft für sich entscheiden. Ab 1988 fuhr er für Minardi in der Formel 1. Dabei bildete er mit Adrián Campos ein rein spanisches Fahrerduo.
Zur Saison 1990 wurde Pérez-Sala bei Minardi durch Pierluigi Martini ersetzt. Insgesamt nahm Pérez-Sala an 32 Grand-Prix-Veranstaltungen teil, wobei er sich 26 Mal für das Rennen qualifizieren konnte. Sein bestes Ergebnis war der sechste Platz, den er 1989 beim Großen Preis von Großbritannien in Silverstone erzielen konnte.
2006 war Pérez-Sala in Spanien mit einem Ferrari F430 des Auto Club d’Andorra als Sportwagen-Pilot aktiv.
Im Sommer 2011 kehrte Pérez-Sala in die Formel 1 zurück. Zunächst arbeitete er als Berater des mit spanischer Lizenz fahrenden Rennstalls HRT F1 Team. Im Dezember 2011 wurde er zum Teamchef ernannt. In dieser Funktion löste er Colin Kolles ab.